# ズリアーノ
ズリアーノ（伊: Zugliano）は、イタリア共和国ヴェネト州ヴィチェンツァ県にある、人口約6,700人の基礎自治体（コムーネ）。

## 地理

### 位置・広がり

#### 隣接コムーネ
隣接するコムーネは以下の通り。
- カッレ
- ファーラ・ヴィチェンティーノ
- ルーゴ・ディ・ヴィチェンツァ
- サルチェード
- ティエーネ
- ザネ

### 気候分類・地震分類
気候分類では、zona E, 2440 GGに分類される。
また、イタリアの地震リスク階級 (it) では、zona 2 (sismicità media) に分類される。

## 分離集落
1816年にチェントラーレ・ディ・ズリアーノ (Centrale di Zugliano) とグルーモロ・ペデモンテ (Grumolo Pedemonte) はズリアーノと合併し、その分離集落となった。

## 姉妹都市
- アーゴルド、イタリア